# Marie-Isabelle d'Espagne (1743-1749)
Pour les articles homonymes, voir Marie-Isabelle d'Espagne.
Marie-Isabelle Anne d'Espagne (en espagnol : Infanta María Isabel Ana de España), née à palais royal de Portici le 30 avril 1743 - décédée à palais royal de Portici le 5 mars 1749, était la troisième fille et le troisième enfant du roi Charles VII de Naples et III de Sicile et de son épouse, Marie-Amélie de Saxe, reine de Naples et de Sicile, plus tard roi Charles III et reine Marie-Amélie d'Espagne. La princesse Marie était la sœur aînée de deux rois : Charles IV d'Espagne et Ferdinand Ier des Deux-Siciles. Elle était la tante de François II empereur du Saint-Empire romain germanique, de Ferdinand III de Toscane, de Ferdinand VII empereur d'Espagne, de François Ier roi des Deux-Siciles.
Marie-Isabelle était une princesse de la maison de Espagne, Maison de Bourbon, du royaume de Naples et de Sicile.
Marie mourut avant que son père ne monte sur le trône d'Espagne et ne porta donc jamais le titre d'infante d'Espagne.

## Biographie

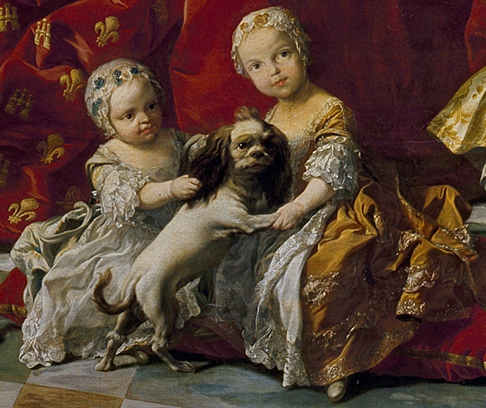
La princesse Marie-Isabelle et sa cousine la princesse Isabelle de Parme avec un chien, 1743.

La princesse Marie-Isabelle Anne de Naples et de Sicile est née le 30 avril 1743 à Naples, en Italie. Elle était la troisième fille de Charles VII de Naples et III de Sicile et princesse Marie-Amélie de Saxe, plus tard futur roi Charles III d'Espagne, et de la reine Marie-Amélie d'Espagne. Son père était le fils de Philippe V d'Espagne (jeune frère du Louis de France, duc de Bourgogne, frère aîné du Charles, duc de Berry) et d'Élisabeth Farnèse. Sa mère était le fille d'Auguste III, roi de Pologne et de Marie-Josèphe d'Autriche. Ces personnes sont ses grands-parents paternels et maternels.
La princesse est baptisée María Isabel Ana.
Parce qu'elle est née de nombreuses années avant que son père ne monte sur le trône d'Espagne, et pendant son règne à Naples et en Sicile, elle n'a pas reçu le titre d'infante d'Espagne parce qu'elle n'est pas née avec ce titre. Au lieu de cela, elle portait le titre de « princesse de Naples et de Sicile ».
Sa naissance ne fut pas bien accueillie à la cour napolitaine, en particulier par la reine Marie-Amélie. Auparavant, la reine avait donné naissance à deux filles successivement, mais toutes deux étaient mortes très jeunes. Pendant ce temps, le roi était désireux d'avoir un fils pour assurer la succession aux royaumes italiens, étant donné la possibilité qu'il hérite du trône d'Espagne si son demi-frère, le roi Ferdinand VI, mourait sans héritier.
Elle avait deux sœurs aînées décédées jeunes avant leur naissance : Marie-Isabelle et Marie-Josèphe. Sa sœur aînée, Maria Isabel, qui portait son nom, décède le 2 novembre 1742. Sa sœur aînée Marie-Josèphe décède le 1er avril 1742.
Maria est décédée à l'âge de cinq ans à Naples et a été enterrée dans la basilique de Sainte-Claire.

## Titres et styles
- 30 avril 1743 - 5 mars 1749 : Son Altesse Royale la princesse Marie-Isabelle Anne de Naples et de Sicile